# خاندان جمل اللیل (پرلیس)
خاندان جمل اللیل ، خاندانی است که در حال حاضر بر ایالت پرلیس در مالزی حکمرانی می کند.
بعد از اینکه سلطان‌ کداح، سلطان احمد تاج الدین دوم موافقت خود را به خانواده جمل اللیل مبنی بر جدایی پرلیس از کداح، وفق اینکه خانواده جمل اللیل حاکمان موروثی آن باشند، اعلام کرد این سلسله حکمرانی با ایجاد ایالت پرلیس به عنوان سلطان نشین در سال ۱۸۴۳ شکل گرفت. 
قبل از اینکه خاندان جمل اللیل به عنوان راجا پرلیس بر مسند قدرت قرار بگیرند، برجسته‌ترین عنوان در پرلیس، راجا مودا یا یانگ دی‌پرتوان مودا پرلیس و کداح (ولیعهد پرلیس و کداح) بود که عنوانی مشابه با شاهزاده ولز در بریتانیا  است.  سلطان ضیاءالدین دوم که کوتا ایندیرا کایانگان را به عنوان مرکر حکمرانی خود قرار داد، دارای عنوان راجا مودا  پرلیس و کداح گردید.   او بعد از اینکه طبق معاهده ای  استان ولزلی را در اختیار بریتانیا گذاشت، به این عنوان مفتخر شد. 